# Rosey (Saona y Loira)
 Rosey  es una población y comuna francesa, en la región de Borgoña, departamento de Saona y Loira, en el distrito de Chalon-sur-Saône y cantón de Givry.

## Demografía
| 127 | 127 | 130 | 154 | 173 | 166 |
| Para los censos de 1962 a 1999 la población legal corresponde a la población sin duplicidades (Fuente: INSEE [Consultar]) |     |     |     |     |     |

## Personas vinculadas
- Marcelino Champagnat, fundador de la Congregación Marista.